# Hans Dressler
Hans Dressler (* 5. April 1869 in Breslau, Niederschlesien; † 28. April 1943 ebenda) war ein deutscher Maler und Zeichner.

## Leben
Dressler wurde als Sohn des Malers und Zeichners Adolf Dressler geboren. Er folgte dem Beruf seines Vaters und studierte zunächst in den Jahren 1885/86 bei Albrecht Bräuer an der Königlichen Kunst- und Kunstgewerbeschule Breslau, anschließend von 1886 bis 1891 an der Münchener Akademie bei Karl Raupp, Johann Caspar Herterich d. Ä. und Wilhelm von Diez.
1892 kehrte er nach Breslau zurück und führte dort seine eigene Mal- und Zeichenschule. Von 1922/1923 an betrieb er ein Atelier im Breslauer Zoo. Mehrere Reisen führten ihn nach Italien, Hiddensee, zur Kurischen Nehrung, ins Riesengebirge und nach Oberschlesien.
Am 5. Oktober 1922 wurde ihm die Verdienstmedaille 2. Klasse des Kyffhäuserbundes für seine Teilnahme am Ersten Weltkrieg verliehen.
Sein Werk umfasst zahlreiche Tierdarstellungen (Animalist) und Porträts. Unter dem Einfluss seines Vaters entstanden Stadtansichten und Landschaftsdarstellungen. Zudem war er bekannt für den Entwurf von Exlibris. Heute befinden sich zahlreiche Werke Dresslers in Privatbesitz.